# رونی مارسیاس
رونی مارسیاس (فرانسوی: Rony Martias‎؛ زادهٔ ۴ اوت ۱۹۸۰) دوچرخه‌سوار اهل فرانسه است.
از باشگاه‌هایی که در آن رکاب زده‌است می‌توان به تیم دوچرخه‌سواری دیرکت انرژی و تیم دوچرخه‌سواری سوجاسون اشاره کرد.